# Roberto Fernández Jaén
Roberto Fernández Jaén, noto come Roberto Fernández o più semplicemente Roberto (Puente Genil, 3 luglio 2002), è un calciatore spagnolo, attaccante dell'Espanyol e della nazionale Under-21 spagnola.

## Carriera

### Club

#### Malaga e Barcellona
Nato a Puente Genil, ha giocato nelle giovanili del Puente Genil, del Córdoba, del Siviglia e del Malaga. Con quest'ultima, il 4 dicembre 2020, mentre giocava ancora nelle giovanili, rinnova il contratto fino al 2024.
Il 16 agosto 2021 esordisce in prima squadra pareggiando 0-0 in casa contro il Mirandés in Segunda División. Segna il suo primo gol da professionista sei giorni dopo nella partita finita 2-2 in trasferta contro l'Ibiza.
Il 22 luglio 2022 viene ceduto con un prestito annuale al Barcellona B, militante in Primera Federación. Ritornato al Malaga diventa un titolare indiscusso del club, segnando 20 gol totali durante la stagione contribuendo alla promozione del club in Segunda División.

#### Braga
Il 9 luglio 2024 si trasferisce al Braga, squadra della Primeira Liga, per 1.8 milioni più il 10% sulla sua futura rivendita.
Esordisce con i portoghesi il 25 luglio 2024 nel secondo turno delle qualificazioni di Europa League, nel match casalingo vinto 2-0 contro il Maccabi Petah Tikva.
Segna il primo gol con la maglia del Braga sempre nelle qualificazioni di Europa League, nella vittoria esterna per 1-2 contro il Servette, facendo qualificare la squadra ai preliminari.

#### Espanyol
Il 14 gennaio 2025 passa in prestito all'Espanyol.
Esordisce con la maglia dei Periquitos il 17 gennaio seguente segnando il gol del 2-1 finale contro il Real Valladolid.
Il 27 giugno 2025 viene ufficialmente riscattato dalla squadra, firmando un contratto valido fino al 2031.

### Nazionale

#### Nazionali giovanili
Il 15 ottobre 2024 esordisce con la nazionale Under-21 spagnola nelle qualificazioni dell'Europeo under-21 nella partita vinta per 6-0 contro Malta U-21, segnando il gol finale.

## Statistiche
Statistiche aggiornate al 24 maggio 2025.

### Presenze e reti nei club
| Stagione        | Squadra         | Campionato      | Campionato | Campionato | Coppe nazionali | Coppe nazionali | Coppe nazionali | Coppe continentali | Coppe continentali | Coppe continentali | Altre coppe | Altre coppe | Altre coppe | Totale | Totale |
| Stagione        | Squadra         | Comp            | Pres       | Reti       | Comp            | Pres            | Reti            | Comp               | Pres               | Reti               | Comp        | Pres        | Reti        | Pres   | Reti   |
| --------------- | --------------- | --------------- | ---------- | ---------- | --------------- | --------------- | --------------- | ------------------ | ------------------ | ------------------ | ----------- | ----------- | ----------- | ------ | ------ |
| 2020-2021       | Malaga          | SD              | 0          | 0          | CR              | 0               | 0               |                    | -                  | -                  |             | -           | -           | 0      | 0      |
| 2021-2022       | Malaga          | SD              | 32         | 2          | CR              | 2               | 1               |                    | -                  | -                  |             | -           | -           | 34     | 3      |
| mag. 2022       | Malaga B        | TF              | 0+1        | 0+0        |                 | -               | -               |                    | -                  | -                  |             | -           | -           | 1      | 0      |
| 2022-2023       | Barcellona B    | PF              | 34+2       | 6+1        |                 | -               | -               |                    | -                  | -                  |             | -           | -           | 36     | 7      |
| 2023-2024       | Malaga          | PF              | 34+4       | 15+5       | CR              | 2               | 0               |                    | -                  | -                  |             | -           | -           | 40     | 20     |
| Totale Malaga   | Totale Malaga   | Totale Malaga   | 66+4       | 17+5       |                 | 4               | 1               |                    | -                  | -                  |             | -           | -           | 74     | 23     |
| 2024-gen. 2025  | Braga           | PL              | 15         | 2          | CP+CdL          | 2+1             | 0+0             | UEL                | 12                 | 1                  |             | -           | -           | 30     | 3      |
| gen.-2025       | Espanyol        | PD              | 19         | 6          | CR              | -               | -               |                    | -                  | -                  |             | -           | -           | 19     | 6      |
| Totale carriera | Totale carriera | Totale carriera | 134+7      | 31+6       |                 | 7               | 1               |                    | 12                 | 1                  |             | -           | -           | 160    | 39     |

### Cronologia presenze e reti in nazionale
| Cronologia completa delle presenze e delle reti in nazionale ― Spagna under 21 | Cronologia completa delle presenze e delle reti in nazionale ― Spagna under 21 | Cronologia completa delle presenze e delle reti in nazionale ― Spagna under 21 | Cronologia completa delle presenze e delle reti in nazionale ― Spagna under 21 | Cronologia completa delle presenze e delle reti in nazionale ― Spagna under 21 | Cronologia completa delle presenze e delle reti in nazionale ― Spagna under 21 | Cronologia completa delle presenze e delle reti in nazionale ― Spagna under 21 | Cronologia completa delle presenze e delle reti in nazionale ― Spagna under 21 |
| Data                                                                           | Città                                                                          | In casa                                                                        | Risultato                                                                      | Ospiti                                                                         | Competizione                                                                   | Reti                                                                           | Note                                                                           |
| ------------------------------------------------------------------------------ | ------------------------------------------------------------------------------ | ------------------------------------------------------------------------------ | ------------------------------------------------------------------------------ | ------------------------------------------------------------------------------ | ------------------------------------------------------------------------------ | ------------------------------------------------------------------------------ | ------------------------------------------------------------------------------ |
| 15-10-2024                                                                     | Algeciras                                                                      | Spagna under 21                                                                | 6 – 0                                                                          | Malta under 21                                                                 | Qual. Europeo Under-21 2025                                                    | 1                                                                              | 59’                                                                            |
| 6-6-2025                                                                       | Alcorcón                                                                       | Spagna under 21                                                                | 0 – 1                                                                          | Ucraina under 21                                                               | Amichevole                                                                     | -                                                                              | 46’                                                                            |
| 11-6-2025                                                                      | Bratislava                                                                     | Slovacchia under 21                                                            | 2 – 3                                                                          | Spagna under 21                                                                | Europeo Under-21 2025 - 1º turno                                               | -                                                                              | 66’                                                                            |
| 14-6-2025                                                                      | Bratislava                                                                     | Spagna under 21                                                                | 2 – 1                                                                          | Romania under 21                                                               | Europeo Under-21 2025 - 1º turno                                               | 1                                                                              | 46’                                                                            |
| 17-6-2025                                                                      | Trnava                                                                         | Spagna under 21                                                                | 1 – 1                                                                          | Italia under 21                                                                | Europeo Under-21 2025 - 1º turno                                               | -                                                                              | 80’                                                                            |
| 21-6-2025                                                                      | Trnava                                                                         | Spagna under 21                                                                | 1 – 3                                                                          | Inghilterra under 21                                                           | Europeo Under-21 2025 - Quarti di finale                                       | -                                                                              | 71’                                                                            |
| Totale                                                                         |                                                                                | Presenze                                                                       | 6                                                                              |                                                                                | Reti                                                                           | 2                                                                              |                                                                                |